# Chhatiwan
Chhatiwan (nep. छतिवन) – gaun wikas samiti w zachodniej części Nepalu w strefie Seti w dystrykcie Doti. Według nepalskiego spisu powszechnego z 2001 roku liczył on 595 gospodarstw domowych i 3419 mieszkańców (1631 kobiet i 1788 mężczyzn).